# Stai seria con la faccia, ma però...
Stai seria con la faccia, ma però... è la rimasterizzazione a 24 bit di un'antologia di brani di Paolo Conte che vanno dal 1974 al 1989.
Tutte le musiche e i testi sono di Paolo Conte.
Il CD contiene l'inedito Sant'America (1989) che è interpretato da Savino Schiavo.

## Tracce
1. La giarrettiera rosa – 2:53
2. Sono qui con te sempre più solo – 3:27
3. Wanda – 3:13
4. Chi siamo noi? – 3:55
5. Onda su onda – 4:32
6. Blue Haways – 3:35
7. Lo zio – 4:09
8. La ricostruzione del Mocambo – 3:04
9. La donna d'inverno – 3:15
10. Bartali – 2:31
11. Gelato al limon – 5:13
12. Sud America – 3:54
13. Alle prese con una verde milonga – 5:11
14. Via con me – 2:48
15. Boogie – 5:17
16. Dancing – 4:06
17. Nord – 7:06
18. Fuga all'inglese – 4:08
19. Sant'America – 2:47